# Milton Mikroskopek
Milton Mikroskopek (ang. Microscopic Milton) – 26-odcinkowy serial animowany produkcji amerykańskiej–brytyjskiej z 1997-2005 roku. Zawiera 26 odcinków. Emitowany był na kanale MiniMini i MiniMax.

## Fabuła
Głównym bohaterem jest malutki ludzik, który mieszka w obudowie kominkowego zegara. Jego jednym przyjacielem jest sympatyczny pies – duży i kudłaty Douglas. Tylko on wie o istnieniu tajemniczego lokatora starego zegara.

## Spis odcinków
| N/o            | Polski tytuł    | Angielski tytuł                      |
| -------------- | --------------- | ------------------------------------ |
|                |                 |                                      |
| SERIA PIERWSZA |                 |                                      |
|                |                 |                                      |
| 01             |                 | Milton and the Shopping Trip         |
|                |                 |                                      |
| 02             |                 | Milton and the Dust Collection       |
|                |                 |                                      |
| 03             |                 | Milton and the Toy Box               |
|                |                 |                                      |
| 04             |                 | Milton and the Bubble Bath           |
|                |                 |                                      |
| 05             |                 | Milton and the Artistic Day          |
|                |                 |                                      |
| 06             |                 | Milton and the Camping Holiday       |
|                |                 |                                      |
| 07             |                 | Milton and the Fitness Plan          |
|                |                 |                                      |
| 08             |                 | Milton and the Broken Clock          |
|                |                 |                                      |
| 09             |                 | Milton and the Space Rocket          |
|                |                 |                                      |
| 10             |                 | Milton and the Kitten                |
|                |                 |                                      |
| 11             |                 | Milton and the Birthday Party        |
|                |                 |                                      |
| 12             |                 | Milton and the Beanstalk             |
|                |                 |                                      |
| 13             |                 | Milton and the Big Freeze            |
|                |                 |                                      |
| 14             |                 | Milton and the Bumble Bee            |
|                |                 |                                      |
| 15             |                 | Milton and the Leprechaun            |
|                |                 |                                      |
| 16             |                 | Milton and the Time Machine          |
|                |                 |                                      |
| 17             |                 | Milton and the Halloween Party       |
|                |                 |                                      |
| 18             |                 | Milton and the Circus                |
|                |                 |                                      |
| 19             |                 | Milton and the Parrot                |
|                |                 |                                      |
| 20             |                 | Milton and the Space Alien           |
|                |                 |                                      |
| 21             |                 | Milton and the Dog that Ate New York |
|                |                 |                                      |
| 22             |                 | Milton and the Dog Show              |
|                |                 |                                      |
| 23             |                 | Milton and the Disappearing Dog      |
|                |                 |                                      |
| 24             |                 | Milton and the Snow Dog              |
|                |                 |                                      |
| 25             | Milton i wizyta | Milton and the Visitor               |
|                |                 |                                      |
| 26             |                 | Milton and Mrs. Witherspoon's Wish   |
|                |                 |                                      |